# Via Indipendenza
Via dell'Indipendenza, comunemente chiamata via Indipendenza, è una strada del centro storico di Bologna che da Piazza Maggiore conduce in piazza XX Settembre nei pressi dell'autostazione e della stazione, marcando il confine tra i quartieri Porto-Saragozza e Santo Stefano nella città felsinea.

## Storia
Il progetto di costruzione di una strada che unisse il centro cittadino con la zona nord fu approvato nel 1862, ricevendo la dichiarazione di pubblica utilità tre anni più tardi, nel 1865. Negli stessi anni della proclamazione del Regno d'Italia (da cui prende nome), infatti, quello bolognese era divenuto un importante snodo ferroviario sulla linea Bologna-Ancona, avvertendosi l'esigenza di modernizzare il tratto di strada conducente i passeggeri al centro. Nonostante la lentezza dei lavori di realizzazione, essa fu finalmente completata nel 1888 mediante la rettificazione di diverse vie antiche (Canton dei Fiori e Piazza San Pietro (già parte di un cardine della Bononia romana), Via Malcontenti, Campo de’ Fiori, Via della Maddalena, Casette di San Benedetto).
Il nuovo tratto contribuì a riqualificare in maniera significativa quella che sino a qualche anno prima era una delle zone più degradate della città, attirando l'interesse di costruttori e generando un fenomeno di gentrificazione. Negli anni del regime fascista, in contemporanea alla realizzazione di piazza dell'Unità, nel percorso di via Indipendenza venne compresa anche l'attuale via Matteotti, di cui è, di fatto, la prosecuzione (anche se in realtà via Matteotti ha sempre fatto parte del percorso di via Galliera).
Oggi, via Indipendenza è annoverata quale principale zona shopping del capoluogo emiliano-romagnolo, attraversando inoltre la Cattedrale di San Pietro, l'Arena del Sole, Piazza VIII Agosto, porta Galliera e l'autostazione.

## Monumenti e luoghi di interesse
- Palazzo Vignoli
- Palazzo e torre degli Scappi
- Palazzina Majani
- Palazzo Gardi
- Palazzo del Seminario
- Palazzo arcivescovile
- Cattedrale di San Pietro
- Grand Hotel Majestic già Baglioni
- Palazzo del Monte di Pietà
- Cinema-Teatro Metropolitan
- Arena del Sole
- Monumento a Garibaldi
- Hotel Internazionale
- Chiesa di San Benedetto
- Palazzo Maccaferri
- Scalinata del Pincio
- Porta Galliera
- Castello di Galliera
- Autostazione di Bologna
- Piazza XX Settembre

## Trasporti
- Il tratto è servito da 8 fermate del trasporto pubblico locale su gomma gestito da TPER.